# Шремс (Нижняя Австрия)
Шремс (нем. Schrems (Niederösterreich)) — город в Австрии, в федеральной земле Нижняя Австрия.
Входит в состав округа Гмюнд. Население составляет 5722 человека (на 31 декабря 2005 года). Занимает площадь 60,82 км². Официальный код — 30935.

## Политическая ситуация
Бургомистр коммуны — Райнхард Эстеррайхер (СДПА) по результатам выборов 2005 года.
Совет представителей коммуны (нем. Gemeinderat) состоит из 29 мест.
- СДПА занимает 21 место.
- АНП занимает 7 мест.
- АПС занимает 1 место.